# Унтервальден (кантон)
Унтервальден (нем. Unterwalden, фр. Unterwald) — кантон Швейцарии, состоящий из двух полукантонов Обвальден и Нидвальден. 1 августа 1291 года эти два полукантона объединились и вместе с кантонами Ури и Швиц образовали Швейцарскую Конфедерацию.

## История
Поселения на берегах Фирвальдштетского озера, и в частности в нынешнем Унтервальдене, восходят к глубокой древности. Были и римские поселения, но крайне незначительные; эта страна, населенная в римскую эпоху гельветами, романизована почти не была. Христианство там распространилось рано, вероятно не позже IV века н.э. 
С IV века эта страна подвергалась набегам алеманнов, постепенно германизировавших ее. Около XI — XIII веков здесь было довольно много светских владетелей и несколько монастырей; население было в крепостной зависимости; число свободных поселенцев, значительное в Ури и Швице, в Унтервальдене было невелико. Политически нижняя долина Унтервальдена входила в состав Цюрихгау, верхняя — в состав Ааргау; так как и там, и тут властвовали Габсбурги, то Унтервальден находился в полнейшей зависимости от них; юрисдикция принадлежала им, а не императору. Самоуправление, издавна развившееся в Ури, здесь почти отсутствовало; общих народных собраний не было. 

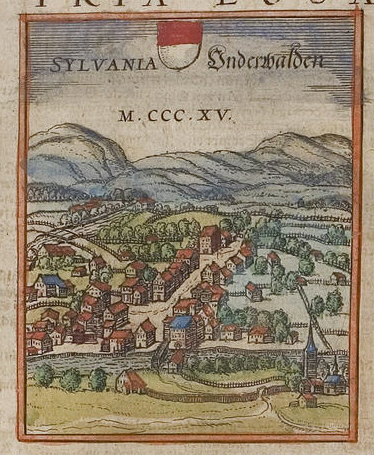
Изображение Унтервальдена, 1572 год

В середине XIII века народное движение привело к сплочению обеих общин, разделенных между собою географически; однажды они были даже отлучены от церкви за восстание против законного государя. В середине XIII века Унтервальден вступил в союз с Ури и Швицем. Около этого времени впервые появляется само название Унтервальден. В 1309 году император Генрих VII, подтвердив вольности Ури и Швица, распространил их и на Унтервальден, до тех пор ими не пользовавшийся. Моргартенская битва 1315 года, в которой унтервальденцы участия не принимали (они защищались в это время против австрийцев, вторгнувшихся в Унтервальден), закрепила их политическую свободу. В том же году унтервальденцы подтвердили союз с Ури и Швицем в Бруннене. В 1316 году император Людовик Баварский подтвердил их вольности. Габсбурги скоро вынуждены были отказаться и от своих сеньориальных прав в Унтервальдене. Политически с тех пор Унтевальден составлял две отдельных самоуправляющихся общины, Нидвальден и Обвальден, которые по временам объединялись, но потом делились вновь. Это не мешало им в союзе кантонов являться лишь одною страною, с одним голосом. Долина Энгельберг не входила первоначально в состав Унтервальдена, а находилась в управлении своего монастыря; в 1462 году она была взята в управление Унтервальденом, Швицем и Люцерном и только в 1798 году была включена в состав Обвальдена. 
Главными занятиями жителей издавна были пастушество и земледелие, также рыболовство и охота; леса доставляли значительный доход. Главным рынком для Унтевальдена был Люцерн. Население было строго католическим и осталось таким во время Реформации.
В 1798 года Унтервальден был включен французами в состав Лесного кантона Гельветической республики, вместе с Ури, Швицем и Цугом. Обвальден подчинился этому добровольно, Нидвальден — после сильного сопротивления французским войскам, разорившим и опустошившим его (7 — 9 сентября 1798 года). Акт посредничества 1803 года восстановил Унтервальден в правах самостоятельного кантона, разделенного на 2 полукантона. Католический Унтервальден принял участие как в Сарненском Союзе 1832 года, так и в Зондербунде 1843—47 годов. В XIX веке Унтервальден стал местом, довольно часто посещаемым туристами, и потому в нем развилась новая отрасль промышленности: содержание отелей и все связанное с ними (проводники и прочее).